# Nepal en los Juegos Paralímpicos de Londres 2012
Nepal estuvo representado en los Juegos Paralímpicos de Londres 2012 por dos deportistas, un hombre y una mujer. El equipo paralímpico nepalí no obtuvo ninguna medalla en estos Juegos.